# Bat Out of Hell II: Back into Hell
Bat Out of Hell II: Back into Hell là album phòng thu thứ sáu của nghệ sĩ thu âm người Mỹ Meat Loaf, phát hành ngày 14 tháng 9 năm 1993 bởi MCA Inc. và Virgin Records. Album được phát hành sau 16 năm của Loaf kể từ phần đầu tiên của nó Bat Out of Hell (1977), và là bản thu âm đầu tiên của Loaf sau bảy năm kể từ album phòng thu trước, Blind Before I Stop (1986). Quá trình thực hiện album kéo dài từ năm 1991 đến năm 1993, trong đó tất cả những bài hát đều được viết lời và sản xuất bởi Jim Steinman, cộng tác viên quen thuộc trong sự nghiệp của nam ca sĩ. Phần tiếp theo của chuỗi album Bat Out of Hell, Bat Out of Hell III: The Monster Is Loose, được phát hành vào năm 2006.
Sau khi phát hành, Bat Out of Hell II: Back into Hell đa phần nhận được những phản ứng tích cực từ các nhà phê bình âm nhạc, trong đó họ đánh giá cao quá trình hợp tác giữa Loaf và Steinman, nhưng cũng đưa ra nhiều ý kiến trái chiều về thời lượng những bài hát từ album. Tuy nhiên, nó đã gặt hái những thành công vượt trội về mặt thương mại, đứng đầu các bảng xếp hạng ở hầu hết những quốc gia nó xuất hiện như Úc, Áo, Canada, Hà Lan, Đức, Ireland, New Zealand, Thụy Điển, Thụy Sĩ và Vương quốc Anh, và vươn đến vị trí á quân ở Na Uy. Tại Hoa Kỳ, Bat Out of Hell II: Back into Hell đạt vị trí số một trên bảng xếp hạng Billboard 200, trở thành album đầu tiên và duy nhất của Loaf làm được điều này. Nó cũng được chứng nhận năm đĩa Bạch kim từ Hiệp hội Công nghiệp ghi âm Mỹ (RIAA), công nhận năm triệu bản đã được tiêu thụ tại đây. Tính đến nay, album đã bán được hơn 15 triệu bản trên toàn cầu.
Năm đĩa đơn đã được phát hành từ Bat Out of Hell II: Back into Hell, trong đó đĩa đơn đầu tiên "I'd Do Anything for Love (But I Won't Do That)" đã trở thành bài hát trứ danh trong sự nghiệp của Loaf, đứng đầu các bảng xếp hạng ở 28 quốc gia và chiến thắng một giải Grammy cho Trình diễn giọng Rock solo xuất sắc nhất. Những thành công tiếp theo cũng gặt hái những thành công đáng kể về mặt thương mại, bao gồm những đĩa đơn lọt vào top 40 trên bảng xếp hạng Billboard Hot 100 như "Rock and Roll Dreams Come Through" và "Objects in the Rear View Mirror May Appear Closer than They Are". Để quảng bá cho album, Loaf bắt tay thực hiện chuyến lưu diễn Everything Louder Tour với 125 buổi diễn và đi qua nhiều quốc gia ở Bắc Mỹ và châu Âu.

## Danh sách bài hát
Tất cả các ca khúc được viết bởi Jim Steinman.
| STT              | Nhan đề                                                                                      | Thời lượng |
| ---------------- | -------------------------------------------------------------------------------------------- | ---------- |
| 1.               | "I'd Do Anything for Love (But I Won't Do That)" (song ca với Lorraine Crosby như Mrs. Loud) | 12:00      |
| 2.               | "Life Is a Lemon and I Want My Money Back"                                                   | 8:00       |
| 3.               | "Rock and Roll Dreams Come Through"                                                          | 5:50       |
| 4.               | "It Just Won't Quit"                                                                         | 7:21       |
| 5.               | "Out of the Frying Pan (And into the Fire)"                                                  | 7:24       |
| 6.               | "Objects in the Rear View Mirror May Appear Closer than They Are"                            | 10:15      |
| 7.               | "Wasted Youth" (độc thoại bởi Steinman)                                                      | 2:41       |
| 8.               | "Everything Louder than Everything Else"                                                     | 7:59       |
| 9.               | "Good Girls Go to Heaven (Bad Girls Go Everywhere)"                                          | 6:53       |
| 10.              | "Back into Hell" (không lời)                                                                 | 2:46       |
| 11.              | "Lost Boys and Golden Girls"                                                                 | 4:29       |
| Tổng thời lượng: | Tổng thời lượng:                                                                             | 75:38      |

## Xếp hạng
| Bảng xếp hạng (1993)                | Vị trí cao nhất |
| ----------------------------------- | --------------- |
| Album Úc (ARIA)                     | 1               |
| Album Áo (Ö3 Austria)               | 1               |
| Canada (RPM)                        | 1               |
| Đan Mạch (Hitlisten)                | 1               |
| Album Hà Lan (Album Top 100)        | 1               |
| Châu Âu (European Top 100 Albums)   | 1               |
| Đức (Offizielle Top 100)            | 1               |
| Ireland (IRMA)                      | 1               |
| Album New Zealand (RMNZ)            | 1               |
| Album Na Uy (VG-lista)              | 2               |
| Album Thụy Điển (Sverigetopplistan) | 1               |
| Album Thụy Sĩ (Schweizer Hitparade) | 1               |
| Album Anh Quốc (OCC)                | 1               |
| Album Hoa Kỳ Billboard 200          | 1               |

| Bảng xếp hạng (1990–1999) | Vị trí |
| ------------------------- | ------ |
| US Billboard 200          | 87     |

| Bảng xếp hạng (1993)               | Vị trí |
| ---------------------------------- | ------ |
| Australian Albums (ARIA)           | 3      |
| Austrian Albums (Ö3 Austria)       | 29     |
| Canadian Albums (RPM)              | 7      |
| Dutch Albums (MegaCharts)          | 40     |
| Europe (European Top 100 Albums)   | 17     |
| German Albums (Offizielle Top 100) | 15     |
| New Zealand (Recorded Music NZ)    | 10     |
| Swiss Albums (Schweizer Hitparade) | 16     |
| UK Albums (OCC)                    | 1      |
| US Billboard 200                   | 50     |
| Bảng xếp hạng (1994)               | Vị trí |
| Australian Albums (ARIA)           | 42     |
| Austrian Albums (Ö3 Austria)       | 16     |
| Canadian Albums (RPM)              | 19     |
| Europe (European Top 100 Albums)   | 5      |
| German Albums (Offizielle Top 100) | 8      |
| New Zealand (Recorded Music NZ)    | 42     |
| Swiss Albums (Schweizer Hitparade) | 16     |
| UK Albums (OCC)                    | 38     |
| US Billboard 200                   | 9      |

## Chứng nhận
| Quốc gia                                                                           | Chứng nhận  | Số đơn vị/doanh số chứng nhận |
| ---------------------------------------------------------------------------------- | ----------- | ----------------------------- |
| Úc (ARIA)                                                                          | 4× Bạch kim | 280.000^                      |
| Áo (IFPI Áo)                                                                       | Bạch kim    | 50.000*                       |
| Canada (Music Canada)                                                              | 9× Bạch kim | 900.000^                      |
| Đức (BVMI)                                                                         | 2× Bạch kim | 1.000.000^                    |
| New Zealand (RMNZ)                                                                 | Bạch kim    | 15.000^                       |
| Thụy Điển (GLF)                                                                    | Bạch kim    | 100.000^                      |
| Thụy Sĩ (IFPI)                                                                     | Bạch kim    | 50.000^                       |
| Anh Quốc (BPI)                                                                     | 6× Bạch kim | 1.800.000^                    |
| Hoa Kỳ (RIAA)                                                                      | 5× Bạch kim | 5.000.000^                    |
| * Chứng nhận dựa theo doanh số tiêu thụ. ^ Chứng nhận dựa theo doanh số nhập hàng. |             |                               |